# Sericocoma
Sericocoma là chi thực vật có hoa trong họ Amaranthaceae.